# Monte Malindig
Monte Malindig (también conocida como el monte Malindik y monte Marlangga) es un estratovolcán activo potencialmente grande en la isla de Marinduque en las Filipinas. El nombre Marinduque en sí puede tener su origen en las palabras "Marindik" o "Malindik". La historia contada por el pueblo de Buenavista, la ciudad que se encuentra al pie de Malindig, es que durante los tiempos de los españoles, un soldado español se perdió. Se encontró con una muchacha, a la que le preguntó cuál era el nombre de este lugar. Ella respondió en tagalo "matindig" (traducción: "Déjame levantarme") para poder tener una mejor vista de la zona. El español confundió lo que dijo la mujer y pensó que la montaña se llamaba "Matindig", e incapaz de pronunciar el tagalo, la llamó "Malindig".